# Jean-Maxime Ndongo
Pour les articles homonymes, voir Ndongo.
Jean-Maxime Ndongo est un footballeur équatoguinéen né le 8 novembre 1992 à Douala. Il évolue au poste de milieu de terrain avec le Deportivo Mongomo.

## Carrière
- 2010-201. : Deportivo Mongomo ( Guinée équatoriale)